# ليبيد 1
 ليبيد ا (بالأوكرانية: Либідь) هو قمر صناعي أوكراني قيد التصنيع كجزء من نظام الأقمار الصناعية الوطني لأوكرانيا.

## الإطلاق
من المُحتَمل أن يتم إطلاق القمر الصناعي في 1 يناير 2020 على متن الصاروخ الحامل زينيت من ميناء بايكونور الفضائي في كازاخستان, سيوضع في الموقع المداري 48° شرقاً
تم تأجيل إطلاق القمر الصناعي مرارًا وتكرارًا (منذ عام 2011) نظرًا لوجود العديد من المشكلات خاصةً ضم الاتحاد الروسي للقرم.

## المهمة
يهدف هذا القمر الصناعي إلى توفير خدمات البث التلفزيوني والإذاعي الإقليمي والأجنبي، والبث التلفزيوني المباشر، وتوفير خدمات الوسائط المتعددة والإنترنت، وكذلك نقل البيانات، والاتصالات الهاتفية، وعقد المؤتمرات عبر الفيديو والإنترنت، على أساس VSAT. تشمل التغطية الساتلية أوروبا الشرقية وأجزاء من آسيا والشرق الأوسط .
سوف يتم تزويد القمر الصناعي بـ24 وحدة مستجيب النطاق كيو. قوة كل باقة ستكون 100-110 واط.